# Gran Premio di superbike di Magny-Cours 2015
Il Gran Premio di superbike di Magny-Cours 2015 è stato la dodicesima prova del mondiale superbike del 2015, nello stesso fine settimana si è corso l'undicesimo gran premio stagionale del mondiale supersport del 2015. Jonathan Rea vince gara uno di Superbike con circa quattro secondi e mezzo di vantaggio sul compagno di squadra Tom Sykes, terzo Sylvain Guintoli su Honda CBR1000RRː per il campione in carica si tratta del primo podio stagionale. Gara due vede imporsi nuovamente Rea che distanzia di quasi tre secondi Chaz Davies al termine dell'evento, terzo Tom Sykes. La gara valevole per il mondiale Supersport viene vinta da Patrick Jacobsen (secondo successo dopo Sepang) al secondo posto si posiziona Kenan Sofuoğlu, al terzo Lucas Mahias su Yamahaː per lui primo podio in questa categoria.

## Superbike

### Gara 1
Fonte

#### Arrivati al traguardo
| Pos. | Nº | Pilota               | Squadra                          | Motocicletta      | Giri | Tempo     | Griglia | Punti |
| ---- | -- | -------------------- | -------------------------------- | ----------------- | ---- | --------- | ------- | ----- |
| 1º   | 65 | Jonathan Rea         | Kawasaki Racing                  | Kawasaki ZX-10R   | 19   | 36'29.856 | 2º      | 25    |
| 2º   | 66 | Tom Sykes            | Kawasaki Racing                  | Kawasaki ZX-10R   | 19   | +4.711    | 9º      | 20    |
| 3º   | 1  | Sylvain Guintoli     | PATA Honda                       | Honda CBR1000RR   | 19   | +14.683   | 5º      | 16    |
| 4º   | 60 | Michael van der Mark | PATA Honda                       | Honda CBR1000RR   | 19   | +22.772   | 15º     | 13    |
| 5º   | 2  | Leon Camier          | MV Agusta Reparto Corse          | MV Agusta F4 RR   | 19   | +30.136   | 7º      | 11    |
| 6º   | 7  | Chaz Davies          | Aruba.it Racing-Ducati SBK       | Ducati Panigale R | 19   | +31.528   | 4º      | 10    |
| 7º   | 15 | Matteo Baiocco       | Althea Racing                    | Ducati Panigale R | 19   | +32.129   | 13º     | 9     |
| 8º   | 22 | Alex Lowes           | VOLTCOM Crescent Suzuki          | Suzuki GSX-R1000  | 19   | +39.034   | 11º     | 8     |
| 9º   | 36 | Leandro Mercado      | Barni Racing                     | Ducati Panigale R | 19   | +1'01.396 | 14º     | 7     |
| 10º  | 59 | Niccolò Canepa       | Althea Racing                    | Ducati Panigale R | 19   | +1'07.845 | 3º      | 6     |
| 11º  | 45 | Gianluca Vizziello   | Grillini SBK                     | Kawasaki ZX-10R   | 19   | +1'09.622 | 17º     | 5     |
| 12º  | 81 | Jordi Torres         | Aprilia Racing Team - Red Devils | Aprilia RSV4 RF   | 19   | +1'16.782 | 12º     | 4     |
| 13º  | 99 | Luca Scassa          | Aruba.it Racing-Ducati SBK       | Ducati Panigale R | 19   | +1'19.531 | 6º      | 3     |
| 14º  | 86 | Ayrton Badovini      | BMW Motorrad Italia              | BMW S1000 RR      | 19   | +1'26.459 | 8º      | 2     |
| 15º  | 40 | Román Ramos          | Team Go Eleven                   | Kawasaki ZX-10R   | 19   | +1'30.260 | 18º     | 1     |
| 16º  | 91 | Leon Haslam          | Aprilia Racing Team - Red Devils | Aprilia RSV4 RF   | 18   | +1 giro   | 1º      |       |
| 17º  | 75 | Gábor Rizmayer       | BMW Team Toth                    | BMW S1000 RR      | 18   | +1 giro   | 22º     |       |
| 18º  | 23 | Christophe Ponsson   | Team Pedercini                   | Kawasaki ZX-10R   | 18   | +1 giro   | 21º     |       |
| 19º  | 48 | Alex Phillis         | Grillini SBK                     | Kawasaki ZX-10R   | 18   | +1 giro   | 23º     |       |
| 20º  | 10 | Imre Tóth            | BMW Team Toth                    | BMW S1000 RR      | 18   | +1 giro   | 24º     |       |
| 21º  | 11 | Markus Reiterberger  | VanZon Remeha BMW                | BMW S1000 RR      | 17   | +2 giri   | 10º     |       |

#### Ritirati
| Nº | Pilota          | Squadra                 | Motocicletta     | Giri | Griglia |
| -- | --------------- | ----------------------- | ---------------- | ---- | ------- |
| 19 | Paweł Szkopek   | Szkopek POLand Position | Yamaha YZF R1    | 14   | 16º     |
| 14 | Randy de Puniet | VOLTCOM Crescent Suzuki | Suzuki GSX-R1000 | 10   | 19º     |
| 44 | David Salom     | Team Pedercini          | Kawasaki ZX-10R  | 5    | 20º     |

### Gara 2
Fonte

#### Arrivati al traguardo
| Pos. | Nº | Pilota               | Squadra                          | Motocicletta       | Giri | Tempo     | Griglia | Punti |
| ---- | -- | -------------------- | -------------------------------- | ------------------ | ---- | --------- | ------- | ----- |
| 1º   | 65 | Jonathan Rea         | Kawasaki Racing                  | Kawasaki ZX-10R    | 21   | 34'40.147 | 2º      | 25    |
| 2º   | 7  | Chaz Davies          | Aruba.it Racing-Ducati SBK       | Ducati Panigale R  | 21   | +2.848    | 4º      | 20    |
| 3º   | 66 | Tom Sykes            | Kawasaki Racing                  | Kawasaki ZX-10R    | 21   | +6.551    | 9º      | 16    |
| 4º   | 60 | Michael van der Mark | PATA Honda                       | Honda CBR1000RR SP | 21   | +10.202   | 15º     | 13    |
| 5º   | 91 | Leon Haslam          | Aprilia Racing Team - Red Devils | Aprilia RSV4 RF    | 21   | +12.921   | 1º      | 11    |
| 6º   | 1  | Sylvain Guintoli     | PATA Honda                       | Honda CBR1000RR SP | 21   | +19.885   | 5º      | 10    |
| 7º   | 59 | Niccolò Canepa       | Althea Racing                    | Ducati Panigale R  | 21   | +24.248   | 3º      | 9     |
| 8º   | 81 | Jordi Torres         | Aprilia Racing Team - Red Devils | Aprilia RSV4 RF    | 21   | +27.248   | 12º     | 8     |
| 9º   | 99 | Luca Scassa          | Aruba.it Racing-Ducati SBK       | Ducati Panigale R  | 21   | +29.220   | 6º      | 7     |
| 10º  | 22 | Alex Lowes           | VOLTCOM Crescent Suzuki          | Suzuki GSX-R1000   | 21   | +32.799   | 11º     | 6     |
| 11º  | 15 | Matteo Baiocco       | Althea Racing                    | Ducati Panigale R  | 21   | +37.183   | 13º     | 5     |
| 12º  | 36 | Leandro Mercado      | Barni Racing                     | Ducati Panigale R  | 21   | +37.347   | 14º     | 4     |
| 13º  | 11 | Markus Reiterberger  | VanZon Remeha BMW                | BMW S1000 RR       | 21   | +43.676   | 10º     | 3     |
| 14º  | 44 | David Salom          | Team Pedercini                   | Kawasaki ZX-10R    | 21   | +45.943   | 20º     | 2     |
| 15º  | 2  | Leon Camier          | MV Agusta Reparto Corse          | MV Agusta F4 RR    | 21   | +47.982   | 7º      | 1     |
| 16º  | 40 | Román Ramos          | Team Go Eleven                   | Kawasaki ZX-10R    | 21   | +59.663   | 18º     |       |
| 17º  | 45 | Gianluca Vizziello   | Grillini SBK                     | Kawasaki ZX-10R    | 21   | +1'15.160 | 17º     |       |
| 18º  | 14 | Randy de Puniet      | VOLTCOM Crescent Suzuki          | Suzuki GSX-R1000   | 21   | +1'15.533 | 19º     |       |
| 19º  | 23 | Christophe Ponsson   | Team Pedercini                   | Kawasaki ZX-10R    | 21   | +1'35.502 | 21º     |       |
| 20º  | 75 | Gábor Rizmayer       | BMW Team Toth                    | BMW S1000 RR       | 20   | +1 giro   | 22º     |       |
| 21º  | 10 | Imre Tóth            | BMW Team Toth                    | BMW S1000 RR       | 20   | +1 giro   | 24º     |       |
| 22º  | 48 | Alex Phillis         | Grillini SBK                     | Kawasaki ZX-10R    | 19   | +2 giri   | 23º     |       |

#### Ritirati
| Nº | Pilota          | Squadra                 | Motocicletta  | Giri | Griglia |
| -- | --------------- | ----------------------- | ------------- | ---- | ------- |
| 86 | Ayrton Badovini | BMW Motorrad Italia     | BMW S1000 RR  | 10   | 8º      |
| 19 | Paweł Szkopek   | Szkopek POLand Position | Yamaha YZF R1 | 9    | 16º     |

## Supersport
Fonte

### Arrivati al traguardo
| Pos. | Nº  | Pilota             | Squadra                       | Motocicletta     | Giri | Tempo     | Griglia | Punti |
| ---- | --- | ------------------ | ----------------------------- | ---------------- | ---- | --------- | ------- | ----- |
| 1º   | 99  | Patrick Jacobsen   | CORE'' Motorsport Thailand    | Honda CBR600RR   | 11   | 19'14.983 | 1º      | 25    |
| 2º   | 54  | Kenan Sofuoğlu     | Kawasaki Puccetti Racing      | Kawasaki ZX-6R   | 11   | +3.910    | 2º      | 20    |
| 3º   | 14  | Lucas Mahias       | MG Competition                | Yamaha YZF R6    | 11   | +8.950    | 3º      | 16    |
| 4º   | 87  | Lorenzo Zanetti    | MV Agusta Reparto Corse       | MV Agusta F3 675 | 11   | +22.021   | 7º      | 13    |
| 5º   | 111 | Kyle Smith         | PATA Honda                    | Honda CBR600RR   | 11   | +22.958   | 4º      | 11    |
| 6º   | 19  | Kevin Wahr         | SMS Racing                    | Honda CBR600RR   | 11   | +34.701   | 12º     | 10    |
| 7º   | 4   | Gino Rea           | CIA Landlords Insurance Honda | Honda CBR600RR   | 11   | +43.995   | 6º      | 9     |
| 8º   | 36  | Martín Cárdenas    | CIA Landlords Insurance Honda | Honda CBR600RR   | 11   | +47.585   | 8º      | 8     |
| 9º   | 11  | Christian Gamarino | Team Go Eleven                | Kawasaki ZX-6R   | 11   | +50.960   | 15º     | 7     |
| 10º  | 5   | Marco Faccani      | San Carlo Puccetti Racing     | Kawasaki ZX-6R   | 11   | +53.776   | 22º     | 6     |
| 11º  | 44  | Roberto Rolfo      | Team Lorini                   | Honda CBR600RR   | 11   | +57.270   | 23º     | 5     |
| 12º  | 6   | Dominic Schmitter  | Team Go Eleven                | Kawasaki ZX-6R   | 11   | +58.853   | 16º     | 4     |
| 13º  | 41  | Aiden Wagner       | CIA Landlords Insurance Honda | Honda CBR600RR   | 11   | +1'03.220 | 10º     | 3     |
| 14º  | 88  | Nicolás Terol      | MV Agusta Reparto Corse       | MV Agusta F3 675 | 11   | +1'06.865 | 20º     | 2     |
| 15º  | 96  | Xavier Pinsach     | Team Lorini                   | Honda CBR600RR   | 11   | +1'08.847 | 17º     | 1     |
| 16º  | 23  | Cédric Tangre      | Yohann Moto Sport             | Suzuki GSX-R600  | 11   | +1'15.350 | 11º     |       |
| 17º  | 119 | János Chrobák      | Schmidt Racing                | Honda CBR600RR   | 11   | +1'24.786 | 13º     |       |
| 18º  | 92  | Dávid Juhász       | Schmidt Racing                | Honda CBR600RR   | 11   | +1'24.904 | 18º     |       |
| 19º  | 68  | Glenn Scott        | AARK Racing                   | Honda CBR600RR   | 11   | +1'25.498 | 24º     |       |
| 20º  | 61  | Fabio Menghi       | VFT Racing                    | Yamaha YZF R6    | 11   | +1'39.934 | 14º     |       |
| 21º  | 38  | Hannes Soomer      | Kallio Racing                 | Yamaha YZF R6    | 11   | +1'42.544 | 19º     |       |
| 22º  | 10  | Nacho Calero       | Orelac Racing                 | Honda CBR600RR   | 10   | +1 giro   | 21º     |       |

### Non partito
| Nº | Pilota         | Squadra                | Motocicletta     | Griglia |
| -- | -------------- | ---------------------- | ---------------- | ------- |
| 25 | Alex Baldolini | Race Department ATK#25 | MV Agusta F3 675 | 5º      |